# Georges Baudin
Pour les articles homonymes, voir Baudin.
Ne doit pas être confondu avec Georges Badin.
Léon Marie Georges Baudin, né à Paris 11e  le 26 juin 1882 et mort à Paris 16e le 28 juin 1960, est un peintre, illustrateur et graveur français.

## Biographie
Membre de la Société artistique de la gravure sur bois, il expose dès 1915 au Salon d'automne et au Salon des artistes décorateurs. On lui doit de nombreuses décorations en couleurs de reliures en parchemin. 
Il est aussi célèbre pour avoir illustré le Journal intime de Pierre Loti ainsi que pour une reliure pyrogravée et vernissée au décor peint des Fêtes galantes de Paul Verlaine (1919).

## Œuvre
Parmi ses œuvres les plus réputées :
- Odes de Sapho
- La Bacchantes
- Sept épigrammes de Théocrite
- Le Blanc et le noir
- Le Livre bleu
- La Princesse de Babylone
- L'Escarbille d'or
- Album de vues en couleurs
- Suite variée